# Étion
Étion [etjɔ̃] est un quartier de Charleville-Mézières et une ancienne commune française, située dans le département des Ardennes en région Grand Est.
Elle fusionne avec les communes de Charleville, Mézières, Mohon et Montcy-Saint-Pierre, le 1er octobre 1966, pour former la commune de Charleville-Mézières, qui devint préfecture des Ardennes.

## Géographie
La commune avait une superficie de 3,92 km2.

## Histoire
Par arrêté préfectoral du 19 juillet 1966, la commune d'Étion fusionne, le 1er octobre 1966, avec les communes de Charleville, Mézières, Mohon et Montcy-Saint-Pierre pour former la commune de Charleville-Mézières.

## Politique et administration
| Période                                  | Période           | Identité                       | Étiquette        | Qualité          |
| ---------------------------------------- | ----------------- | ------------------------------ | ---------------- | ---------------- |
| Les données manquantes sont à compléter. |                   |                                |                  |                  |
| avant 1875                               | après 1876        | Jean Baptiste Florentin Mauroy | [réf. souhaitée] | [réf. souhaitée] |
| 1919                                     | mai 1935          | Alfred Hanus                   | [réf. souhaitée] | [réf. souhaitée] |
| mai 1935                                 | 30 septembre 1966 | Émile Nivelet                  | CNI              | Horloger         |

## Démographie
| 1793 | 1800 | 1806 | 1821 | 1831 | 1836 | 1841 | 1846 | 1851 |
| ---- | ---- | ---- | ---- | ---- | ---- | ---- | ---- | ---- |
| 220  | 241  | 221  | 263  | 291  | 361  | 358  | 386  | 400  |

| 1856 | 1861 | 1866 | 1872 | 1876 | 1881 | 1886 | 1891 | 1896 |
| ---- | ---- | ---- | ---- | ---- | ---- | ---- | ---- | ---- |
| lac. | lac. | 404  | 400  | 430  | 433  | 420  | 360  | 368  |

| 1901 | 1906 | 1911 | 1921 | 1926 | 1931 | 1936 | 1946 | 1954 |
| ---- | ---- | ---- | ---- | ---- | ---- | ---- | ---- | ---- |
| 360  | 377  | 380  | 387  | 569  | 640  | 619  | 552  | 559  |

| 1962 | - | - | - | - | - | - | - | - |
| ---- | - | - | - | - | - | - | - | - |
| 734  | - | - | - | - | - | - | - | - |

Histogramme

(élaboration graphique par Wikipédia)

## Lieux et monuments
- Église Saint-Martin.